# 사이먼 페이튼 존스
사이먼 페이튼 존스(Simon Peyton Jones, OBE FRS MAE, 1958년 1월 18일 ~ )는 함수형 프로그래밍 언어, 특히 느긋한 함수형 프로그래밍의 구현과 응용을 연구하는 영국의 컴퓨터 과학자이다.

## 교육
페이튼 존스는 1979년에 케임브리지 대학교에서 전기 과학 학사 학위를 취득했다. 이 기간 동안 그는 케임브리지 트리니티 칼리지의 학부생이었고 이후 1980년에 컴퓨터 과학에서 캠브리지 디플로마 학위를 취득했다. 박사 학위를 받은 적이 없다.

## 경력
유니버시티 칼리지 런던에서 강사로 근무하기 전 2년 동안 산업계에 종사했으며, 1990년부터 1998년까지 글래스고 대학에서 교수로 재직했다. 1998년부터 2021년까지 그는 영국 케임브리지에 있는 마이크로소프트 리서치에서 연구원으로 근무했다. 2021년부터 그는 에픽게임즈에서 엔지니어링 펠로우로 근무하고 있다.
하스켈 프로그래밍 언어 설계의 주요 공헌자이자 글래스고 하스켈 컴파일러(Glasgow Haskell Compiler, GHC)의 수석 개발자이다. 또한 컴파일러의 언어별 프런트엔드와 범용 백엔드 코드 생성기 및 최적화 프로그램 간의 중간 프로그램 표현을 위해 설계된 C-- 프로그래밍 언어의 공동 창시자이기도 하다. C--는 GHC에서 사용된다.
또한 인터넷의 윤리적, 영적 의미를 탐구한 1999년 책 Cybernauts Awake의 주요 기고자이기도 하다.
학교에서 컴퓨터 과학 교육을 장려하는 것을 목표로 하는 조직인 CAS(Computing At School) 그룹의 의장을 맡고 있다. 이러한 노력에 따라 그는 2019년에 새로 설립된 영국 국립 컴퓨팅 교육 센터의 의장으로 임명되었다.
2003년부터 사용자 정의 함수에 대한 논문을 발표하면서 새로운 마이크로소프트 엑셀 기능 개발에 중요한 역할을 해왔다. 2021년에는 오피스 365 버전의 엑셀에서 베타 기능으로 익명 함수와 let 표현식을 사용할 수 있게 되었다.